# Daector reticulata
Daector reticulata — вид морских лучепёрых рыб из семейства батраховых (Batrachoididae). Распространён в восточной части Тихого океана у побережья Центральной Америки в Панамском заливе. Длина тела составляет до 27 см. Обитает на мелководье. Обладает ядовитыми колючками в спинном плавнике. Придонная хищная рыба, поджидающая добычу в засаде.

## Описание
Тело удлинённое, сжато с боков, лишено чешуи. Глаза расположены на верху головы. В первом спинном плавнике 2 полые колючки. В длинном втором спинном плавнике 25—28 (обычно 26) мягких лучей. В анальном плавнике 24—27 (обычно 25) мягких лучей. На крышечной кости имеется полый шип. В грудных плавниках 16—18 мягких лучей. Между основаниями верхних лучей грудных плавников расположены 6—7 хорошо различимых обособленных желёз с порами. На подкрышечной кости нет шипов. Ядовитые железы соединены с полыми колючками первого спинного плавника и с полым шипом на жаберной крышке. Второй спинной и анальный плавники простираются до хвостового плавника, но не соединяются с ним. Боковая линия одна.
В Красной книге МСОП этому виду присвоен статус «Уязвимые виды». Яд Daector reticulata опасен для человека и эта рыба не является объектом промысла.